# Kangnivi Ama Tchoutchoui
Kangnivi Ama Tchoutchoui (ur. 28 maja 1994 w Lomé) – togijski piłkarz grający na pozycji środkowego obrońcy. Od 2023 roku jest zawodnikiem klubu Maghreb Fez.

## Kariera klubowa
Do 2020 roku Tchoutchoui grał w klubie Gbohloesu des Lacs. W 2020 roku przeszedł do maurytyjskiego FC Nouadhibou. W sezonach 2020/2021 i 2021/2022 wywalczył z nim dwa mistrzostwa Mauretanii. W sezonie 2022/2023 grał w ASKO Kara, z którym został mistrzem Togo. Latem 2023 został piłkarzem marokańskiego Maghrebu Fez.

## Kariera reprezentacyjna
W reprezentacji Togo Tchoutchoui zadebiutował 19 października 2019 roku w przegranym 0:2 meczu Mistrzostw Narodów Afryki 2020 z Nigerią, rozegranym w Lagos.